# Överås BK
Överås BK, ÖBK, var en fotbollsförening från Lunden i Göteborg 1929–2007. Föreningen upplöstes då den gick samman med lokalrivalen Lundens AIS i Lunden ÖBK. ÖBK:s herrlag spelade sex säsonger i den tredje högsta divisionen, gamla division III, 1964, 1966–1967 och 1979–1981. Klubben hade även ett damlag i seriespel 1984.